# Hiroyasu Kawakatsu
Hiroyasu Kawakatsu (川勝 博康 Kawakatsu Hiroyasu?), född 19 september 1975 i Kyoto prefektur, är en japansk före detta fotbollsspelare.
Kawakatsu började sin karriär 1998 i Kyoto Purple Sanga. Han avslutade karriären 2000.